# WoHo Berlin
Das WoHo Berlin („Wohnhochhaus“) ist ein in der Planung befindliches Hochhaus in Berlin-Kreuzberg. Das Vorhaben von UTB und Mad Arkitekter gilt als städtebauliches und soziales Pilotprojekt.
Aktuell wäre das WoHo der höchste Holzhybridbau in Deutschland. Zum Projekt gehören neben dem Hauptgebäude drei niedrigere Baukörper. Im WoHo Berlin sollen sowohl freifinanzierte Miet- und Eigentumswohnungen als auch geförderter Wohnraum entstehen. Zudem sollen öffentliche Flächen allen Menschen einen Zugang zu sozialen Angeboten, Geschäften und Gastronomie bieten im Sinne eines vertikalen Quartiers.

## Planung und Bau

### Entwurf
Das WoHo Berlin wird von der Unternehmensgruppe UTB gebaut. Im Januar 2021 gewann Mad Arkitekter den Architekturwettbewerb für das WoHo Berlin. Die Jury bestand aus Vertretern des Landes Berlin, des Bezirks, renommierten Fachleuten und der Bauherrenschaft UTB.
Das in Oslo ansässige Architektenbüro legte einen Entwurf für Deutschlands höchstes Haus aus Holz vor. Der Komplex umfasst neben einem fast einhundert Meter hohen Turm mit einer gesamten Nutzfläche von 18.000 m² noch weitere drei Bauten.

### Lage
Das WoHo Berlin wird leicht von der Straße zurückgesetzt errichtet und wird sich zum Grünzug des Anhalter Stegs hin öffnen. Der Komplex soll sich städtebaulich angemessen in seine Umgebung einfügen und identitätsstiftend wirken.

### Bau
Das Hochhaus wird als Holzhaus errichtet. Nur das Untergeschoss und die Kernbereiche des Turmes, etwa Treppenhäuser und Aufzugsschächte, werden konventionell aus Stahlbeton gegossen. Über den Lebenszyklus betrachtet ist der ökologische Fußabdruck so kleiner als bei herkömmlichen Baumaterialien.
Das Projekt befindet sich derzeit im Planungsverfahren für die Bebauung. Mit dem Baubeginn wird 2024 gerechnet.[veraltet]

## Nutzung
Das WoHo Berlin folgt dem Hochhausleitbild des Berliner Senats. Die Architekten sehen in ihrem Konzept vor, dass sich der lokale und stark heterogene Milieu-Mix Kreuzbergs im Objekt wiederfindet. Das soll mittels vieler öffentlich zugänglicher Flächen einerseits und mit einem Querschnitt der Gesellschaft an Bewohnern andererseits gelingen. Architekt Jonny Klokk von Mad Arkitekter sprach über eine „vertikale Interpretation des Blocks“, gar vom WoHo Berlin als eigenem Stadtviertel.

### Wohn- und Gewerbeflächen
Rund 11.000 m² der Fläche sind für Wohnungen vorgesehen. Jeweils ein Drittel hiervon ist mietpreisgebunden beziehungsweise freifinanziert oder Eigentum. Es wird Wohnformen für soziale Träger, für betreutes Wohnen und explizit für Studenten geben.
Ein Viertel der Fläche wird Gewerbetreibenden zur Verfügung gestellt.

### Öffentliche Bereiche
Die mit Spiel-, Verweil- und Ruheplätzen ausgestatteten Höfe und Anlagen um das Gebäude erschließen neue Wege über das Grundstück. Auf den Dachterrassen sollen Möglichkeiten zum Urban Gardening entstehen.
In dem vier Meter hohen Erdgeschoss sind Gewerbeflächen zur Nahversorgung, Lese-Cafés, Ateliers sowie Werkstätten vorgesehen. In den weiteren Etagen des siebengeschossigen Sockelbereichs werden Kitas und ein Hort mit Außenflächen auf dem Dach eingerichtet. Dazu kommt die sogenannte „Kiezkantine“, die unter anderem Räumlichkeiten für eine Schulkantine und eine Bar bieten soll. Weiter sind Jugendräume, ein Indoorspielplatz und Büros vorgesehen.

## Rezeption
Die Stadtplanerin und Berliner Senatsbaudirektorin Regula Lüscher lobte das Projekt. Es habe „Vorbildcharakter für weitere Hochhausprojekte“ und integriere sich „in besonders gelungener Weise in die öffentlichen Räume der Nachbarschaft“.
Der Kommunalpolitiker Florian Schmidt, Bezirksstadtrat von Friedrichshain-Kreuzberg, konstatiert, dass das „Leuchtturmprojekt“ WoHo zeigen werde, wie ein Umbau der Stadt zu einem sozialen und ökologischen Paradigmenwechsel möglich sei.